# Lenguas malayo-polinesias centro-orientales
Las lenguas malayo-polinesias centro-orientales son una rama de las lenguas malayo-polinesias. Está formada por 700 lenguas distribuidas al este de Indonesia (en las Molucas y al oeste de las Islas menores de la Sonda) y en Oceanía a través de las lenguas oceánicas.
Las lenguas más habladas son bima en Sumbawa con más de 600.000 hablantes, manggarai en Flores con 650.000, uab meto en Timor Occidental con 670.000 y tetun en Timor con 800.000, es además la lengua nacional de Timor Oriental.

## Clasificación
Están tradicionalmente divididas en los grupos:
- Malayo-polinesio central: En las Molucas e Islas menores de la Sonda.
- Malayo-polinesio oriental: En las Islas del Pacífico  y el mar de Halmahera.

Sin embargo, versiones más actuales restan validez al grupo central. La filogenia basada en porcentajes de confiabilidad divide en dos grupos y de la siguiente forma:
- Sumba-Flores: Islas menores de la Sonda orientales.
- Malayo-polinesio centro-oriental nuclear: Molucas e Islas del Pacífico y el mar de Halmahera.

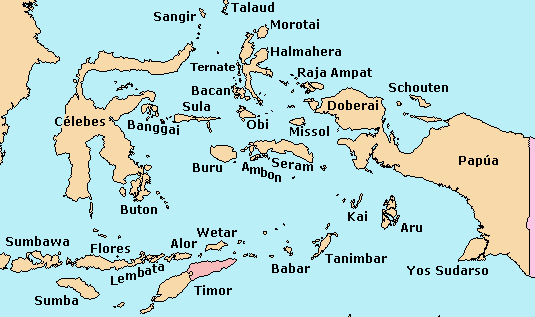
Región donde se encuentra la mayor variabilidad de las lenguas malayo-polinesias centro-orientales (Indonesia oriental).

|  | Bima-Sumba (82%) (isla Sumba y Este de Sumbawa)                         |
|  |                                                                         |
|  | Ende-Manggarai (95%) (Oeste y centro de la isla Flores)                 |
|  |                                                                         |
|  | Flores-Lembata (100%) (Este de Flores y en las islas Adonara y Lembata) |
|  |                                                                         |

|                      | Irarutu |
|                      | |
|                      | Selaru |
|                      | |
|                      | Yamdena-Bomberai (56%) (islas Yamdena, Kai, Tanimbar y costas de Bomberai)                                       |
|                      | |
|                      | Molucas Central (54%) (islas Ceram, Aru, Buru y Sula)                                                            |
|                      | |
|                      | Timor-Babar (98%) (islas Timor, Wetar y Babar)                                                                   |
|                      | |
| M.P.orientales (58%) | \| (80%) \| Halmahera–Cenderawasih \| \| \| Halmahera–Cenderawasih \| \| (100%) \| Oceánico \| \| \| Oceánico \| |
|                      | \| (80%) \| Halmahera–Cenderawasih \| \| \| Halmahera–Cenderawasih \| \| (100%) \| Oceánico \| \| \| Oceánico \| |
| (80%)                | Halmahera–Cenderawasih                                                                                           |
|                      | Halmahera–Cenderawasih                                                                                           |
| (100%)               | Oceánico |
|                      | Oceánico |

| (80%)  | Halmahera–Cenderawasih |
|        | Halmahera–Cenderawasih |
| (100%) | Oceánico               |
|        | Oceánico               |

|  | Bima-Sumba (82%) (isla Sumba y Este de Sumbawa)                         |
|  |                                                                         |
|  | Ende-Manggarai (95%) (Oeste y centro de la isla Flores)                 |
|  |                                                                         |
|  | Flores-Lembata (100%) (Este de Flores y en las islas Adonara y Lembata) |
|  |                                                                         |

|                      | Irarutu |
|                      | |
|                      | Selaru |
|                      | |
|                      | Yamdena-Bomberai (56%) (islas Yamdena, Kai, Tanimbar y costas de Bomberai)                                       |
|                      | |
|                      | Molucas Central (54%) (islas Ceram, Aru, Buru y Sula)                                                            |
|                      | |
|                      | Timor-Babar (98%) (islas Timor, Wetar y Babar)                                                                   |
|                      | |
| M.P.orientales (58%) | \| (80%) \| Halmahera–Cenderawasih \| \| \| Halmahera–Cenderawasih \| \| (100%) \| Oceánico \| \| \| Oceánico \| |
|                      | \| (80%) \| Halmahera–Cenderawasih \| \| \| Halmahera–Cenderawasih \| \| (100%) \| Oceánico \| \| \| Oceánico \| |
| (80%)                | Halmahera–Cenderawasih                                                                                           |
|                      | Halmahera–Cenderawasih                                                                                           |
| (100%)               | Oceánico |
|                      | Oceánico |

| (80%)  | Halmahera–Cenderawasih |
|        | Halmahera–Cenderawasih |
| (100%) | Oceánico               |
|        | Oceánico               |

## Comparación léxica
Los numerales para algunas ramas de las lenguas malayo-polinesias centro-orientales sonson:
| GLOSA | PROTO- HALMAHERA- CENDERAWASIH | PROTO- OCEÁNICO |
| ----- | ------------------------------ | --------------- |
| 1     | *-sa/ (*tem)                   | *ta-sa / *e-sa  |
| 2     | *ruw                           | *rua            |
| 3     | *tolu                          | *tolu           |
| 4     | *pati                          | *pati~ *pani    |
| 5     | *lima                          | *lima           |
| 6     | *wonom                         | *onom           |
| 7     | *pitu                          | *pitu           |
| 8     | *walu                          | *walu           |
| 9     | *siwa                          | *śiwa           |
| 10    | *sam-pul                       | *sa-[ŋa]-puluq  |